# Великий пожар в Нью-Йорке (1776)
Вели́кий пожа́р в Нью-Йо́рке вспыхнул ночью 21 сентября 1776 года на южном конце острова Манхэттен. Пожар случился в начале британской военной оккупации города в ходе Войны за независимость США.
Огонь уничтожил от 10 до 25 % городских строений, уцелевшие части города были разграблены. Многие полагали, что поджог был преднамеренным, в нём участвовало несколько человек, выдвигались самые разные причины. Британские командиры обвиняли в поджоге мятежников. Последствия пожара сказывались практически до конца британской оккупации города, окончившейся в 1783 году.

## События до пожара
К началу Войны за независимость США в апреле 1775 года, Нью-Йорк являлся важным торговым центром, но ещё не превратился в мегаполис. Он занимал южную часть острова Манхэттен, а его население насчитывало примерно 25 тысяч человек. До начала войны в провинции Нью-Йорк активно действовали организации патриотов и колониальная ассамблея, твёрдо поддерживавшая лоялистов. После сражений при Лексингтоне и Конкорде патриоты установили контроль над городом и приступили к арестам и изгнанию лоялистов.
В начале лета 1776 года на ранней стадии войны британский генерал Уильям Хау предпринял кампанию по захвату города и установлению контроля над важным в военном отношении городским заливом. После занятия Статен-Айленда в июле, он предпринял успешное наступление на Лонг-Айленд при поддержке сил флота под командой своего брата адмирала лорда Ричарда Хау (это происходило в конце августа). Американский генерал Джордж Вашингтон, осознавая неизбежность падения города, отвёл большую часть своей армии на 16 км к северу на высоты Гарлема. Некоторые, включая генерала Натаниэля Грина и Джона Джея, убеждали Вашингтона сжечь город, чтобы лишить британцев базы и выгодной военной позиции. Вашингтон поставил вопрос перед вторым континентальным конгрессом, который отверг эту меру, заявив: «город ни в коем случае не должен быть повреждён».
15 сентября 1776 года британские войска под командованием генерала Хау высадились на острове Манхэттен. На следующее утро британцы двинулись на Гарлемские высоты, где две армии вступили в бой, в то время как остальные силы двигались к городу.
Исход гражданского населения из города начался ещё в феврале, до того как британский флот вошёл в залив. Прибытие сил первой континентальной армии побудило некоторых жителей, включая лоялистов, которые подвергались репрессиям со стороны армии и патриотов, оставить город. Захват Лонг-Айленда только ускорил процесс. Во время пребывания континентальной армии в городе многие покинутые здания использовались командованием для военных нужд. Когда британцы заняли город, роли сменились и собственность патриотов была конфискована командованием для нужд британской армии. Несмотря на эту меру, размещение войск и другие мероприятия оккупационной администрации существенно сократили доступный городской жилищный фонд.

## Пожар

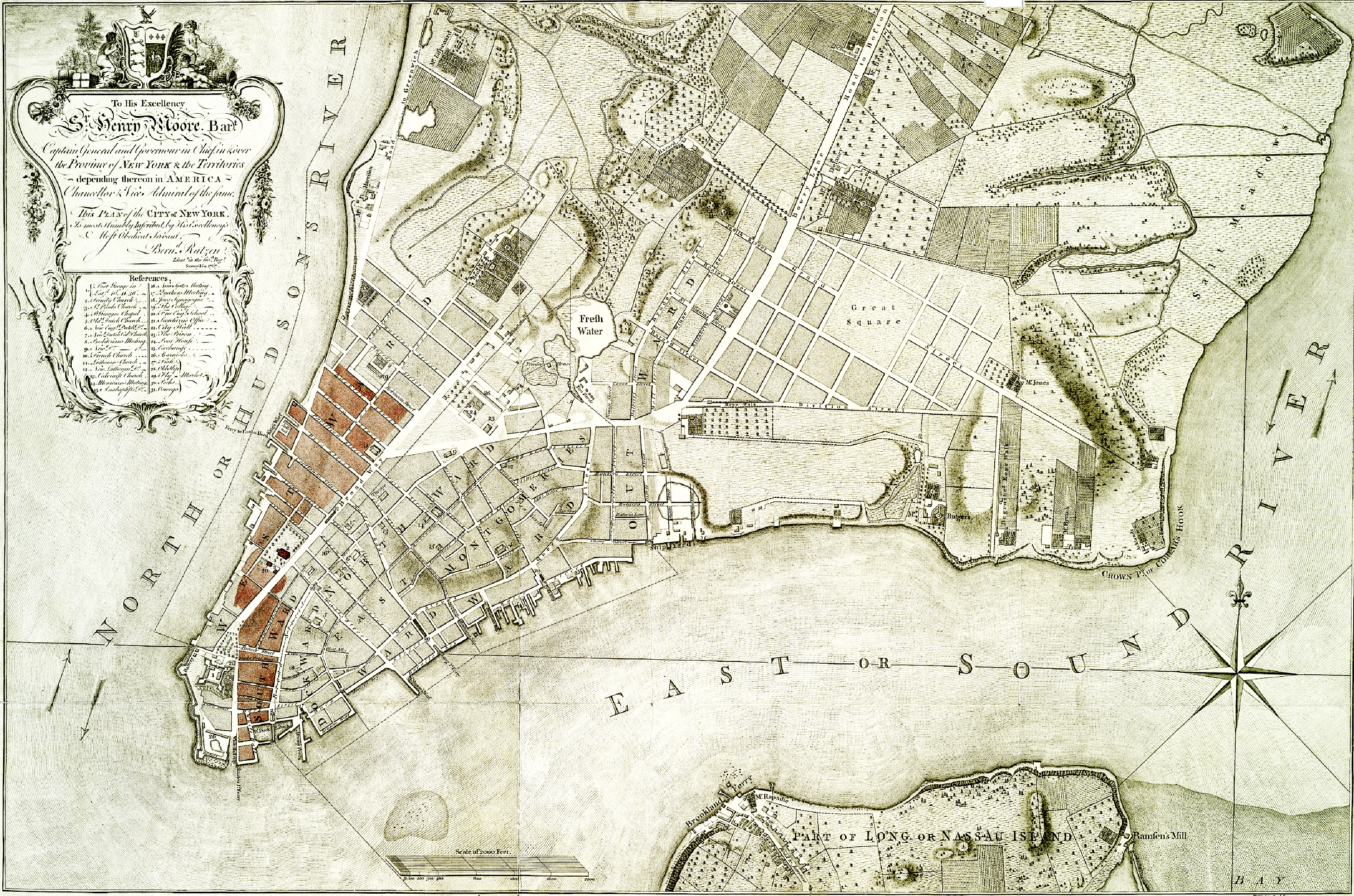
Красным обозначена площадь, поврежденная огнем

Утром 21 сентября 1776 года город был охвачен огнём. Согласно рассказу очевидца — Джона Джозефа Генри (американского военнопленного, находившегося на борту британского корабля «HMS Pearl») — пожар начался с таверны «Бойцовые петухи» (англ. Fighting Cocks Tavern) близ бухты Уайтхолл-слип (англ. Whitehall Slip). Благодаря сухой погоде и сильным ветрам, пламя быстро распространялось по плотной городской застройке на север и запад. Жители выбегали на улицы с тем имуществом, которые успели схватить, и находили убежище на заросших травой городских пустырях (сейчас на его месте находится «Сити-Холл-парк»). Огонь пересёк Бродвей близ Бивер-стрит (англ. Beaver Street), после чего уничтожил большую часть города между Бродвеем и рекой Гудзон. Пожар свирепствовал в дневные часы и был остановлен после того, как ветер сменился, и благодаря действиям некоторых граждан и прибывших «на помощь жителям» британских морских пехотинцев. Северной границей охваченных пожаром кварталов был недостроенный королевский колледж. Точное число уничтоженных пожаром зданий невозможно определить, оценки разнятся от четырёхсот до тысячи — 10—25 % из четырёх тысяч городских построек. Среди сгоревших оказалась церковь Троицы, а капелла Святого Павла уцелела.

## Подозрения в поджоге
В рапорте генерала Хау, отправленном в Лондон, утверждалось, что поджог был преднамеренным: это «самая ужасная попытка, предпринятая рядом негодяев, чтобы сжечь город». Королевский губернатор Уильям Трайон подозревал участие Вашингтона и написал: «Многие обстоятельства приводят [нас] к предположению, что Вашингтон был заинтересован в этом злодейском акте» и «были обнаружены некоторые офицеры его армии, которые скрывались в городе». Многие американцы также считали, что пожар был делом рук поджигателей из лагеря патриотов. Джон Джозеф Генри записал отчёты морских пехотинцев, вернувшихся на корабль «HMS Pearl» после борьбы с пожаром, где «были пойманы с поличным злодеи, поджигающие дома».
Некоторые американцы обвиняли в поджоге британцев с целью грабежа города. Майор-гессенец отметил, что некоторым из тех, кто боролся с пожаром, удалось «хорошо вознаградить себя грабежом расположенных рядом домов, не охваченных огнём».
Джордж Вашингтон в своём письме Джону Хэнкоку 22 сентября особо отметил, что причина пожара ему неведома. В письме двоюродной сестре Линде, Вашингтон указал: «Провидение или некий хороший честный парень сделали больше для нас, чем мы склонны были сделать для себя».
Согласно историку Барнету Шектеру (англ. Barnet Schecter), ни одно из обвинений в поджоге не выдерживает критики. Сильным косвенным доказательством в пользу теорий поджога является факт, что пожар вспыхнул в нескольких местах. Тем не менее, современные исследователи объясняют этот факт тем, что огонь распространялся благодаря горящим клочьям кровельной дранки деревянных крыш. Один мемуарист написал: «Огонь переносился от дома к дому», клочья «переносились ветром на некоторое расстояние».
Британцы допросили более 200 подозреваемых, но никаких обвинений не было выдвинуто. В день пожара в Куинсе был арестован Натан Хейл, американский капитан, участвовавший в шпионаже в пользу Вашингтона. Ходившие слухи о его связи с пожаром так и не подтвердились, ничто не показывает, что он был арестован (и в итоге повешен) за что-либо другое, кроме шпионажа.

## Реакция британцев
Генерал-майор Джеймс Робертсон конфисковал уцелевшие покинутые дома, про которые было известно, что они принадлежат патриотам, и отдал их британским офицерам. Помещения церквей, не относящиеся к государственной религии (англиканская церковь), были отданы под тюрьмы, лазареты и казармы. Некоторых солдат расквартировали с гражданскими семьями. Имел место значительный приток лоялистов в город, что привело к дальнейшему перенаселению, многим вернувшимся лоялистам пришлось размещаться в убогих палаточных лагерях среди обгоревших руин. Пожар убедил британцев оставить город под военным управлением и не передавать его гражданским властям. Преступность и плохая санитария были постоянными проблемами в ходе британской оккупации. Эти проблемы не закончились с приходом дня эвакуации в ноябре 1783 года.

## В популярной культуре
Охваченные огнём районы показаны в игре Assassin’s Creed III, действие которой происходит в Нью-Йорке до революции.

## Комментарии
1. ↑  Не путать с Великим пожаром[англ.] 16—17 декабря 1835 года, уничтожившим Нью-Йоркскую фондовую биржу и бо́льшую часть зданий на юго-востоке Манхэттена.